# (7074) Muckea
(7074) Muckea ist ein Asteroid des Hauptgürtels, der am 10. September 1977 vom russischen Astronomen Nikolai Stepanowitsch Tschernych am Krim-Observatorium in Nautschnyj (IAU-Code 095) entdeckt wurde.
Der Asteroid wurde am 24. Januar 2000 nach dem österreichischen Astronomen Hermann Mucke (1935–2019) benannt, der bis zu seiner Pensionierung im Jahr 2000 das Wiener Planetarium und die Urania-Sternwarte leitete.